# 仙台市立馬場小学校
仙台市立馬場小学校（せんだいしりつ ばばしょうがっこう）は宮城県仙台市太白区秋保町馬場字町北にある公立小学校である。

## 概要
学区は秋保地区（旧秋保町）の西部である。二口街道沿いに10キロ以上広がっており、児童の約3割は路線バスで通学している。 準僻地学校に認定されている。

## 歴史
秋保地区で最初の小学校が置かれたのは長袋村で、1876年（明治6年）に長袋小学校として地区の全体を学区とした。しかし、あまりに広く通学に不便であったため、3年後の1879年（明治9年）に5つの支校を置いた。その一つに馬場支校があった。はじめのうち、助教の小川内宣忠医師の自宅で授業を行った。さらに3年後、1882年（明治12年）に支校から独立して馬場簡易小学校となった。このとき、新川支校は馬場小学校の支校になった。1885年（明治18年）に校舎を新築した。
翌1886年（明治19年）に、馬場小学校は長袋尋常小学校に併合されてその分教場になった。 長袋小学校は1889年（明治22年） に秋保小学校と改称した。1907年（明治40年）頃には、教室が2つ、裁縫室と事務室が1つあった。1910年（明治43年）に、馬場分教場は馬場字町北の現在地に移転した。
1951年（昭和26年）に、馬場分校は独立して馬場小学校となり、秋保小学校から分離した。野尻分校は馬場小が校に引き継がれた。この年の児童数は185人、うち野尻分校は43人であった。
小・中学生を対象とした学習・活動成果発表コンテストであるメディアポストでは2005年に佳作、2006年に優秀賞に入賞した。
馬場小学校は2023年時点で児童数が17人しかおらず2026年度末で閉校し、2027年4月に仙台市立秋保小学校と統合することが決まった。

### 年表
- 1876年（明治9年）10月 - 長袋小学校の分校として馬場支校が置かれた。
- 1879年（明治12年） - 馬場簡易小学校として独立。長袋小学校から新川支校を引き継ぐ。
- 1884年（明治17年） - 野尻支校を置く。
- 1885年（明治18年） - 馬場町南に校舎を新築。
- 1886年（明治19年） - 長袋尋常小学校馬場分教場になる。
- 1889年（明治22年） - 秋保尋常小学校馬場分教場になる。
- 1910年（明治43年） - 馬場字町北に移転。
- 1941年（昭和16年）4月 - 秋保国民学校馬場分教場となる。
- 1947年（昭和22年）4月 - 秋保村立秋保小学校馬場分校となる。
- 1951年（昭和26年）4月 - 秋保小学校から秋保村立馬場小学校として独立。
- 1954年（昭和29年） - 学校給食を始める[6]。
- 1959年（昭和34年） - 新校舎完成[6]。
- 1967年（昭和42年）4月1日 - 町制施行により、秋保町立馬場小学校に改称。
- 1969年（昭和44年）3月31日 - 野尻分校を廃止[6]
- 1988年（昭和63年）3月 - 仙台市立馬場小学校に改称。

## 学区
- 秋保町長袋（字賀澤、字雁木田、字雁木田山、字久保、字黒森、字篠根澤、字宿、字舘ケ澤、字堤下、字水上北、字水上南、字向宿）、秋保町馬場（字向山を除く）

## 卒業後の進路
- 秋保中学校へ進学する。